# بیت سیتز
بیت سیتز (انگلیسی: Beat Seitz؛ زادهٔ ۲۸ اکتبر ۱۹۷۳) از برندگان مدال‌های بازی‌های المپیک زمستانی ۱۹۹۸ اهل سوئیس است.